# إليزابيث بروستر
إليزابيث بروستر (بالإنجليزية: Elizabeth Brewster)‏‏ (26 أغسطس 1922 في تشيبمان - 26 ديسمبر 2012 في ساسكاتون) شاعرة، وروائية، وكاتبة قصص قصيرة، وكاتِبة من كندا.

## التعليم
تعلمت إليزابيث بروستر في:
- كلية رادكليف[3]
- جامعة تورنتو[3]
- جامعة هارفارد[3]
- جامعة إنديانا[3]
- جامعة نيو برونزويك